# Liste des épisodes d'Au-delà du réel

Cette page présente la liste des épisodes (tous en noir et blanc) de la série télévisée Au-delà du réel.

## Première saison (1963-1964)

### Épisode 1:Ne quittez pas l'écoute
- États-Unis : 16 septembre 1963
- France :

- Lee Philips (Gene "Buddy" Maxwell)
- Jacqueline Scott (Carol Maxwell)
- Cliff Robertson (Allan Maxwell)

### Épisode 2:Les 100 Jours du dragon
- États-Unis : 23 septembre 1963
- France :

- Sidney Blackmer (William Lyons Selby)
- Phillip Pine (Theodore Pearson)

### Épisode 3:L'homme qui détenait la puissance
- États-Unis : 7 octobre 1963
- France :

- Donald Pleasence (Harold J. Finley)

### Épisode 4:Les architectes de la peur
- États-Unis : 30 septembre 1963
- France :

- Robert Culp (Allen Leighton)
- Geraldine Brooks (Yvette Leighton)

### Épisode 5:Le sixième doigt
- États-Unis : 14 octobre 1963
- France :

- David McCallum (Gwyllm Griffiths)
- Edward Mulhare (Prof. Mathers)

### Épisode 6:L'Homme qui n'est jamais né
- États-Unis : 28 octobre 1963
- France :

- Martin Landau (Andro)
- Shirley Knight (Noelle Anderson)

### Épisode 7:L'espion robot
- États-Unis : 4 novembre 1963
- France :

- Peter Breck (Sénateur Orville)
- Harry Townes (Dr. Clifford Scott)

### Épisode 8:Le facteur humain
- États-Unis : 11 novembre 1963
- France :

- Gary Merill (Dr. James Hamilton)
- Harry Guardino (Maj. Roger Brothers)
- Joe De Santis (Bill Campbell)

### Épisode 9:La pierre parle
- États-Unis : 18 novembre 1963
- France :

- Robert Culp (Dr Paul Cameron)
- Salome Jens (Laurie Cameron)
- Ken Renard (le gardien)

### Épisode 10:Le cauchemar
- États-Unis : 2 décembre 1963
- France :

- James Shigeta (Maj. Jong)
- Martin Sheen (Arthur Dix)

### Épisode 11:Du fond de l'enfer
- États-Unis : 9 décembre 1963
- France :

- Scott Marlowe (Jory Peters)
- Kent Smith (Dr. Block)

### Épisode 12:La frontière
- États-Unis : 16 décembre 1963
- France :

- Philip Abbott (Lincoln Russell)
- Gladys Cooper (Mme. Palmer)

### Épisode 13:Attraction pour touristes
- États-Unis : 23 décembre 1963
- France :

- Janet Blair (Lynn Arthur)
- Henry Silva (Général Juan Mercurio)

### Épisode 14:Les forçats de Zanti
- États-Unis : 30 décembre 1963
- France :

- Bruce Dern (Ben Garth)
- Michael Tolan (Steve Grave)
- Olive Deering (Lisa)

### Épisode 15:Opération survie
- États-Unis : 6 janvier 1964
- France :

- Henry Silva (Chino Rivera)
- Diana Sands (Dr. Julia Harrison)
- Michael Higgins (Dr. Thomas Kellander)

### Épisode 16:Expérience contrôlée
- États-Unis : 13 janvier 1964
- France :

- Barry Morse (Phobos One)
- Carroll O'Connor (Deimos)
- Grace Lee Whitney (Carla Duveen)
- Robert Fortier (Bert Hamil)

### Épisode 17:Cadeau de noces
- États-Unis : 20 janvier 1964
- France :

- Miriam Hopkins   (Mary Kry)
- John Hoyt   (Emmett Balfour)
- Russell Collins   (Le Juge de Paix)
- Buck Taylor   (Gard Hayden)

### Épisode 18:La Reine des abeilles
- États-Unis : 27 janvier 1964
- France :

- Philip Abbott (Ben Fields)
- Marsha Hunt (Francesca Fields)
- Joanna Frank (Regina)
- Booth Colman (Docteur Warren)

### Épisode 19:Les invisibles
- États-Unis : 3 février 1964
- France :

- Don Gordon (Spain)
- George Macready (Hillerman)
- Dee Hartford (Mme Clarke)
- Neil Hamilton (Général Clarke)
- Tony Mordente (Planetta)

### Épisode 20:Le bouclier
- États-Unis : 10 février 1964
- France :

- Martin Landau (Richard Bellero)
- Sally Kellerman (Judith)
- Chita Rivera (la servante)
- John Hoyt (l'Alien)

### Épisode 21:La vallée de l'araignée
- États-Unis : 17 février 1964
- France :

- Lee Kinsolving (Ethan Wechsler)
- Ken Smith (Aable)
- John Milford (John Bartlett)
- Crahan Denton (shérif Simon Stakefield)

### Épisode 22:La plante inconnue
- États-Unis : 24 février 1964
- France :

- Stephen McNally (colonel JT MacWilliams)
- Richard Jaeckel (capitaine Mike Doweling)
- Gail Kobe (Janet Doweling)
- John Kellogg (major Nathan Jennings)

### Épisode 23:La seconde chance
- États-Unis : 2 mars 1964
- France :

- Simon Oakland (l'empyrien)
- Janet De Gore (Mara Matthews)
- Don Gordon (Dave Crowell)

### Épisode 24:La pierre de lune
- États-Unis : 9 mars 1964
- France :

- Ruth Roman (Prof. Diana Brice)
- Alex Nicol (général Lee Stocker)
- Tim O'Connor (major Clint Anderson)

### Épisode 25:Le mutant
- États-Unis : 16 mars 1964
- France :

- Larry Pennell (Evan Marshall)
- Warren Oates (Reese Fowler)
- Walter Burke (Dr. Fred Riner)

### Épisode 26:La demeure mystérieuse
- États-Unis : 23 mars 1964
- France :

- Geoffrey Horne (Wade Norton)
- Nellie Burt (Ethel Latimer)
- Vaughn Taylor (Randall Latimer)
- Gloria Grahame (Florida Patton)

### Épisode 27:Rires et jeux
- États-Unis : 30 mars 1964
- France :

- Nick Adams (Mike Benson)
- Nancy Malone (Laura Hanley)
- Bill Hart (Alien)
- Robert Johnson (le sénateur)

### Épisode 28:Un envoyé très spécial
- États-Unis : 6 avril 1964
- France :

- MacDonald Carey (Roy Benjamin)
- Richard Ney (M. Zeno)
- Flip Mark (Kenny Benjamin)
- Marion Ross (Agnes "Aggie" Benjamin)

### Épisode 29:La visite des Luminois
- États-Unis : 13 avril 1964
- France :

- Sam Wanamaker (Dr. Simon Holm)
- Phyllis Love (Andrea Holm)
- Joyce Van Patten (Rhea Cashman)
- David Opatoshu (Ralph Cashman)

### Épisode 30:Une nouvelle dimension
- États-Unis : 20 avril 1964
- France :

- George MacReady (Dr. Marshall)
- Signe Hasso (Laurel Marshall)
- Rudy Solari (Griffin)
- Leonard Nimoy (Konig)
- Joseph Ruskin (Collins)

### Épisode 31:Le caméléon
- États-Unis : 27 avril 1964
- France :

- Robert Duvall (Louis Mace)
- Howard Caine (Leon Chambers)
- Henry Brandon (Général Crawford)
- Douglas Henderson (Dr.Tillyard)

### Épisode 32:La porte du passé
- États-Unis : 4 mai 1964
- France :

- Vera Miles (Kassia Paine)
- David McCallum (Tone Hobart)
- Scott Marlowe (André Pavan)
- Sir Cedric Hardwicke (Colas)

## Deuxième saison (1964-1965)

### Épisode 1:Le soldat
- États-Unis : 19 septembre 1964
- France :

- Lloyd Nolan (Tom Kagan)
- Michael Ansara (Qarlo)
- Tim O'Connor (Paul Tanner)
- Catherine McLeod (Abby Kagan)

### Épisode 2:Mains froides, cœur chaud
- États-Unis : 26 septembre 1964
- France :

- William Shatner (Général Jeff Barton)
- Geraldine Brooks (Ann Barton)
- Malachi Thorne (Mike)
- Lloyd Gough (Matt Claiborne)

### Épisode 3:Laser vivant
- États-Unis : 3 octobre 1964
- France :

- Peter Lind Hayes (Dr James Stone)
- Joan Freeman (Elizabeth Dunn)
- Parley Baer (Dr Bernard Stone)

### Épisode 4:Plus fort que l'homme
- États-Unis : 10 octobre 1964
- France :

- Skip Homeier (Dr Roy Clinton)
- Keith Andes (Dr Peter Wayne)
- James Doohan (Lieutenant Branch)

### Épisode 5:La main de verre
- États-Unis : 17 octobre 1964
- France :

- Robert Culp (Trent)
- Arlene Martel (Consuelo Biros)
- Abraham Sofaer (Arch)

### Épisode 6:Les ombres du silence
- États-Unis : 24 octobre 1964
- France :

- Eddie Albert (Andy Thorne)
- June Havoc (Karen Thorne)
- Arthur Hunnicutt (Lamont)

### Épisode 7:L’invisible ennemi
- États-Unis : 31 octobre 1964
- France :

- Adam West (Major Merritt)
- Rudy Solari (Capitaine Buckley)
- Chris Alcaide (Colonel Danvers)

### Épisode 8:Planète miniature
- États-Unis : 7 novembre 1964
- France :

- Patrick O’Neal (Jonathan Meridith)
- Sara Shane (Ethel Meridith)
- Peter Haskell (Pierre Jellicoe)

### Épisode 9:Le robot
- États-Unis :  14 novembre 1964
- France :

- Howard da Silva (Thurman Cutler)
- Ford Rainey (Thomas Coyle -procureur)
- Marianna Hill (Nina Link)
- Leonard Nimoy (Judson Ellis -journaliste)

### Épisode 10:Les Héritiers 1ère partie
- États-Unis :  21 novembre 1964
- France :

- Robert Duvall (Adam Ballard)
- Donald Harron (Art Harris)
- James Shigeta (Capitaine Newa)
- Steve Inhat (Lieutenant Philip Minns)

### Épisode 11:Les Héritiers 2ème partie
- États-Unis :  28 novembre 1964
- France :

- Robert Duvall (Adam Ballard)
- Donald Harron (Art Harris)
- Steve Inhat (Lieutenant Philip Minns)
- Dee Pollock (Francis Hadley)

### Épisode 12:Marché de dupes
- États-Unis :  5 décembre 1964
- France :

- Robert Weber (Ikar)
- Warren Stevens (Professeur Eric Plummer)
- Gail Kobe (Janet Lane)
- Curt Conway (Franklin Karlin)

### Épisode 13:Le double
- États-Unis :  19 décembre 1964
- France :

- Ron Randell (Henderson James et son double)
- Constance Towers (Laura James)
- Mike Lane (le megasoïd)
- Steven Geray (Jerichau)
- Alan Gifford (le guide)

### Épisode 14:Contrepoids
- États-Unis :  26 décembre 1964
- France :

- Michael Constantine (Joe Dix)
- Charles Radilac (Michael Lint)
- Jacqueline Scott (Dr. Alicia Hendrix)
- Larry Ward (Keith Ellis)

### Épisode 15:Le cerveau du colonel
- États-Unis :  2 janvier 1965
- France :

- Grant Williams (Major Douglas McKinnon)
- Douglas Kennedy (Général Daniel Petit)
- Paul Lukather (Nichols)
- Elizabeth Perry (Jennifer Barham)

### Épisode 16:Prémonition
- États-Unis :  9 janvier 1965
- France :

- Dewey Martin (Jim Darcy)
- Mary Murphy (Linda Darcy)

### Épisode 17:Enquête sur un mystère
- États-Unis :  16 janvier 1965
- France :

- Peter Mark Richman (Jefferson Rome)
- Peggy Ann Garner (Amanda Frank)
- Ron Hayes (Coberly)
- William Stevens (Dexter)